# Leonel Woodville
Leonel Woodville (c. 1446 - 23 de junio de 1484) fue el cuarto hijo de Ricardo Woodville, conde de Rivers, y Jacquetta de Luxemburgo, por tanto hermano de Isabel Woodville, reina de Inglaterra, entre otros.
Con el auge político de la familia Woodville, Leonel, comenzó a gozar de una serie de honores: En primer lugar, se le dotó de un título honorífico por la Universidad de Oxford, de la que sería rector entre 1479 a 1482. Por otro lado, hizo una carrera clerical hasta convertirse en Decano de Exeter, finalmente, en 1482, Obispo de Salisbury.
Dos años después de su nombramiento, alrededor del 23 de junio de 1484, el obispo falleció.
- Datos: Q11707742